# Confédération finlandaise des syndicats des salariés diplômés de l’enseignement supérieur
La Confédération finlandaise des syndicats des salariés diplômés de l’enseignement supérieur (finnois : Korkeakoulutettujen työmarkkinakeskusjärjestö, sigle AKAVA) est une confédération finlandaise de syndicats de cadres . 

## Présentation
L'Akava regroupe 36 organisations syndicales qui cumulent 608 000 adhérents. 
Elle est affiliée à la Confédération européenne des syndicats et à la Confédération syndicale internationale. Elle collabore aussi à Eurocadres.